# Savage Ridge
Savage Ridge ist ein 4 km langer Gebirgskamm an der Scott-Küste des ostantarktischen Viktorialands. Er ragt in nordsüdlicher Ausrichtung 800 m westlich des Weidner Ridge am Nordwesthang des Mount Morning auf.
Das Advisory Committee on Antarctic Names benannte ihn 1994 nach dem US-amerikanischen Meteorologen Michael L. Savage von der University of Wisconsin, der in den Jahren von 1980 bis 1986 an der Errichtung automatischer Wetterstationen in Antarktika beteiligt war.